# 利希滕韦尔特
利希滕韦尔特是奥地利下奥地利州维也纳新城城郊县的一个市镇。总面积22.87平方公里，总人口2984人，人口密度130.5人/平方公里（2005年）。